# Racewo (gromada)
Racewo – dawna gromada, czyli najmniejsza jednostka podziału terytorialnego Polskiej Rzeczypospolitej Ludowej w latach 1954–1972.
Gromady, z gromadzkimi radami narodowymi (GRN) jako organami władzy najniższego stopnia na wsi, funkcjonowały od reformy reorganizującej administrację wiejską przeprowadzonej jesienią 1954 do momentu ich zniesienia z dniem 1 stycznia 1973, tym samym wypierając organizację gminną w latach 1954–1972.
Gromadę Racewo z siedzibą GRN w Racewie utworzono – jako jedną z 8759 gromad – w powiecie sokólskim w woj. białostockim, na mocy uchwały nr 22/V WRN w Białymstoku z dnia 4 października 1954. W skład jednostki weszły obszary dotychczasowych gromad Racewo i Poganica ze zniesionej gminy Sidra oraz gromad Gliniszcze Małe i Jacowlany ze zniesionej gminy Sokółka w tymże powiecie. Dla gromady ustalono 10 członków gromadzkiej rady narodowej.
31 grudnia 1959 z gromady Racewo wyłączono wieś Poganica, włączając ją do gromady Sidra, po czym gromadę Racewo zniesiono, włączając jej (pozostały) obszar do nowo utworzonej gromady Sokolany.